# Maria Giovanna Clementi
Pour les articles homonymes, voir Clementi.
Maria Giovanna Clementi, dite La Clementina, née en 1692, et morte en 1761, est une peintre italienne, spécialisée dans les portraits.

## Biographie
Elle est née à Turin, la fille d'un chirurgien. Son mari était Giuseppe Bartolomeo Clementi, sur lequel on sait peu de chose. Elle a été formée à Turin avec le peintre de la cour Giovanni Battista Curlando, qui lui a conseillé de se spécialiser dans les portraits. En 1733, elle résidait avec son mari dans le palais du comte Carlo Giacinto Roero.
Certains documents montrent qu'au moins depuis 1722, elle a travaillé pour la cour, à peindre des portraits de membres de la famille royale de Savoie qui devaient être échangés avec d'autres cours européennes.

## Œuvre
- Portrait de Victor-Amédée II, Voir ici
- Portrait de Anne-Marie d'Orléans, Voir ici
- Portrait de la princesse de Piémont (1722) Voir ici
- Portrait du prince Victor-Amédée-Théodore de Savoie (1725) Voir ici
- Portrait de la princesse Marie-Félicité de Savoie (1725) Voir ici
- Portrait des fils de Charles-Emmanuel III de Sardaigne (1730) Voir ici
- Portrait de la princesse Marie-Louise de Savoie (1732) Voir ici
- Portrait de Vittoria Maria Elisabetta Gazzelli Voir ici
- Portrait de Victor-Amédée III Voir ici
- Portrait de Charles-Emmanuel III de Sardaigne Voir ici
- Portrait ode Polyxène de Hesse-Rheinfels-Rotenburg Voir ici
- Portrait de Michele Antonio Saluzzo Voir ici
- Portrait de Charles-Emmanuel III de Sardaigne Voir ici